# Bürgerliches Gesetzbuch

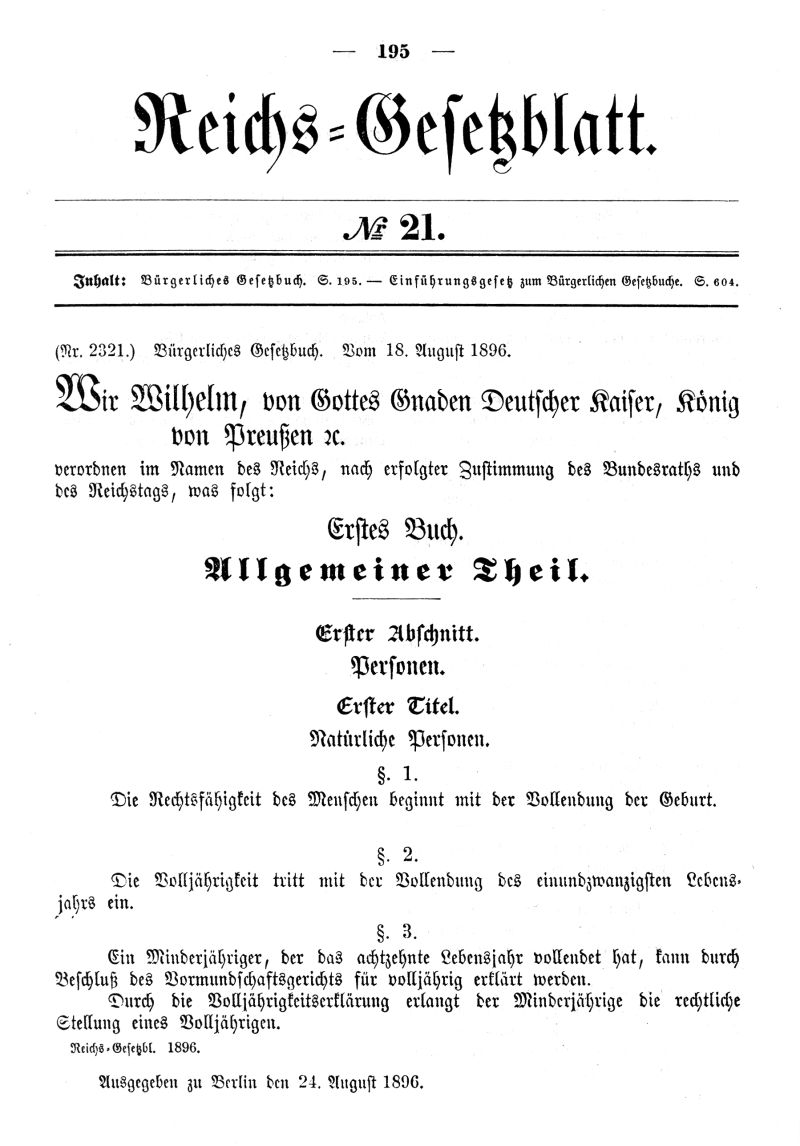
La prima pagina della gazzetta ufficiale tedesca del 24 agosto 1896, con il testo del BGB.

Il Bürgerliches Gesetzbuch (comunemente indicato con le iniziali BGB) è il codice civile della Germania. 
Entrato in vigore il 1º gennaio 1900, fu il risultato di un lavoro di sistemazione avviato fin dal 1881 e venne considerato al suo tempo come il massimo risultato dell'elaborazione giuridica moderna, in quanto è il codice di diritto privato con la terminologia più precisa, dottrinale e coerente di tutti i tempi.

## Storia

### Le origini durante l'Impero tedesco
Nel 1871, i vari stati della Germania vennero unificati in un solo grande Impero tedesco. Nella fase iniziale di unificazione, i singoli stati dell’Impero continuarono a utilizzare ciascuno le proprie leggi in materia di diritto civile, ma nel 1873, ad appena due anni dall'unificazione fu approvato un emendamento alla Costituzione dell'Impero tedesco (attraverso la Legge Miquel-Lasker - in riferimento ai due fautori di tale emendamento, Johannes von Miquel e Eduard Lasker) che trasferì all'Impero la competenza legislativa in materia di diritto civile.
Allo scopo di dotare l'intera nazione di un unico diritto fu quindi creata una apposita commissione (la cosiddetta Prima commissione) incaricata della codificazione tedesca.
Della commissione fecero parte 11 membri, di cui Bernhard Windscheid e Gottlieb Planck, 6 giudici delle corti imperiali, e 3 funzionari dell'impero.
Dopo dieci anni di assiduo lavoro, due commissioni, e con il contributo dei più insigni giuristi del tempo (tra i quali spicca l'opera del padre della pandettistica Bernhard Windscheid) e l'influenza di altre codificazioni europee come il Codice Napoleonico francese, il BGB fu ultimato nel 1896, sebbene una prima bozza fosse già pronta nel 1888, ma non fu approvata. 
Entrò in vigore il 1º gennaio 1900 per desiderio dell'Imperatore in persona: l'entrata in vigore del BGB doveva segnare l'inizio di un secolo scintillante.
Appena entrato in vigore, il BGB risultò troppo complicato per essere capito dalla maggior parte della popolazione; infatti, usava un linguaggio troppo tecnico, aveva una struttura eccessivamente pandettistica e un'esagerata imposizione dottrinale.

### Struttura del BGB
Il codice è diviso in cinque materie, alle quali si è dedicato un libro:
1. la Parte generale (Allgemeiner Teil), articoli da 1 a 240, comprendenti le norme comuni a tutte le altre quattro parti. Tratta dello stato civile, delle persone fisiche e giuridiche, del negozio giuridico e degli atti giuridici. Capacità giuridica, maggiore età, emancipazione, rappresentanza (procura e mandato).
2. il diritto delle obbligazioni (Schuldrecht), articoli da 241 a 853, che disciplinano le varie forme del contratto e le altre obbligazioni incluso la responsabilità civile, l'illecito civile (contrattuale ed extracontrattuale), l'arricchimento senza causa e le cartevalori. Per il BGB ogni individuo è libero di contrattare nella piena autonomia: sacralità e rispetto per la volontà delle parti sono assoluti. Sono poste norme a tutela delle eccessive libertà delle parti nella formazione del contratto come l'art. 138, che rende nulli i contratti conclusi contrari ai buoni costumi e il 343 che concede al giudice il potere di ridurre l'ammontare eccessivo delle clausole penali stabilite dalle parti;
3. il diritto dei beni (Sachenrecht), articoli da 854 a 1296, che descrivono il possesso, la proprietà e gli altri diritti reali minori incluso gli oneri reali come la rendita costituita e l'onere fondiario;
4. il diritto di famiglia (Familienrecht), articoli da 1297 a 1921, che disciplinano il matrimonio (incluso i regimi patrimoniali coniugali), la tutela, la curatela, la potestà genitoriale e le altre relazioni tra i membri della famiglia;
5. il diritto delle successioni (Erbrecht), articoli da 1922 a 2385, che disciplina il testamento, i patti successori, la successione a causa di morte e la sorte del patrimonio facente capo ad un de cuius al momento della sua morte.

### La Germania nazista
Il BGB rimase in vigore durante il regime nazista ma leggi speciali ne regolarono alcuni titoli, come ad esempio il matrimonio. La Germania nazista progettò la sostituzione del BGB, ancorato a una concezione liberale dei rapporti tra i privati e considerato non più adeguato a rappresentare la nuova concezione nazista dello Stato. Il progetto di nuova codificazione, che avrebbe dovuto produrre il Volksgesetzbuch (in italiano «Codice del popolo»), non divenne mai realtà, travolto anch'esso dalla sconfitta nazista nella seconda guerra mondiale.
Attraverso l'interpretazione ideologicamente orientata delle clausole generali già presenti nel codice, come ad esempio la buona fede ed i buoni costumi (= la moralità pubblica) ai §§ 242 e 138, fu possibile sopperire alla mancanza di un codice propriamente di regime.

### Dal secondo dopoguerra alla riunificazione
Nel secondo dopoguerra la Germania fu divisa in due differenti stati: uno stato capitalista nella parte occidentale ed uno stato socialista nella parte orientale, ma il BGB continuò a regolare il diritto civile in entrambi gli stati tedeschi. Tuttavia, giacché un codice liberale non poteva essere adeguato a disciplinare i rapporti privati in un paese socialista e anticapitalista, nella parte orientale il BGB venne progressivamente sostituito da nuove leggi di matrice socialista, a cominciare dalla legislazione sul diritto di famiglia del 1966 e dal Codice civile del 1976.
Nel 1990, in seguito alla riunificazione tedesca il BGB tornò nuovamente a disciplinare il diritto civile in tutta la Germania.

## Il principio di astrattezza
La caratteristica peculiare del BGB è il principio di astrattezza (Abstraktionsprinzip nella terminologia giuridica tedesca), che domina l'intero codice ed è di capitale importanza per la corretta comprensione del suo sistema. Un esempio aiuterà a capire di che cosa si tratti: nel sistema del BGB, la proprietà non è trasferita mediante un contratto di alienazione al momento della manifestazione del consenso dei contraenti, come avviene in moltissime altri ordinamenti (come quello italiano) che seguono il principio del consenso traslativo. Secondo il BGB, un contratto che abbia per oggetto il trasferimento della proprietà semplicemente «obbliga» l'alienante a trasferire la proprietà del bene venduto all'acquirente. Il § 433 del BGB dichiara esplicitamente quest'obbligo dell'alienante, così come quello dell'acquirente. Per il trasferimento della proprietà è necessaria la consegna del bene (o un atto equivalente, come la trascrizione nei registri immobiliari) che è regolamentato dai §§ 929 e ss.
Quindi, nel caso del semplice acquisto di un bene pagato immediatamente in contanti, la legge civile tedesca interpreta la transazione come composta da (almeno) tre contratti: 
1. un contratto ad effetti obbligatori, la compravendita (o permuta o donazione) in sé, che obbliga il venditore a trasferire la proprietà del bene venduto all'acquirente e l'acquirente a pagarne il prezzo;
2. un contratto ad efficacia reale che attua il trasferimento della proprietà del bene venduto all'acquirente, adempiendo all'obbligo del venditore; e
3. un secondo contratto ad efficacia reale che attua il trasferimento della proprietà del denaro dall'acquirente al venditore, adempiendo all'obbligo dell'acquirente.

N.B. Questa impostazione della compravendita, che necessitava per la sua perfezione della traditio del bene venduto (ovvero il trasferimento del possesso a chi dal contratto risultava di tale bene il nuovo legittimo proprietario) è da far risalire alle elaborazioni dottrinali del cosiddetto usus modernus Pandectarum, la corrente scientifico-dottrinaria che ebbe come fondatore Friedrich Carl von Savigny, la quale a sua volta si basava sull'elaborazione del diritto romano compiuta dai giuristi tedeschi dal Basso Medioevo in poi.
Anche se il principio di astrattezza non si trova in sistemi giuridici che non siano di stampo germanico, e contraddice l'usuale interpretazione di buon senso delle transazioni commerciali, esso è indiscusso nella comunità legale tedesca. 
Il principale vantaggio del principio di astrattezza è la capacità di fornire una costruzione legale sicura per praticamente tutte le transazioni finanziarie, indipendentemente da quanto queste siano complicate. Un buon esempio è quello noto del mantenimento del titolo. Se qualcuno acquista qualcosa e paga il prezzo di acquisto con delle rate, il sistema si confronta con due interessi contrastanti: l'acquirente vuole avere subito il prodotto acquistato, mentre il venditore vuole assicurarsi il pagamento dell'intero prezzo di acquisto.
Con il principio di astrazione il BGB dà una risposta semplice: il contratto di acquisto obbliga l'acquirente a pagare il prezzo pieno e richiede al venditore di trasferire la proprietà al ricevimento dell'ultima rata. Poiché gli obblighi e l'effettivo passaggio di proprietà sono in due contratti differenti, è abbastanza semplice assicurare gli interessi di entrambe le parti. Il venditore mantiene il diritto di proprietà fino all'ultimo pagamento e l'acquirente è il mero detentore del bene acquistato. Se non riesce a pagare per intero il venditore può reclamare la sua proprietà come qualsiasi altro proprietario.